# Терек (Кара-Кульджинский район)
Терек (кирг. Терек) — село в Кара-Кульджинском районе Ошской области Кыргызстана. Входит в состав Кызыл-Жарского айылного аймака.

## География
Село расположено в северо-восточной части области, в высокогорной зоне, на правом берегу реки Терек (правый приток реки Алайку), на расстоянии приблизительно 58 километров (по прямой) к юго-востоку от села Кара-Кульджа, административного центра района. Абсолютная высота — 2197 метров над уровнем моря.

## Население
Согласно оценочным данным Национального статистического комитета Кыргызской Республики, численность населения села на начало 2023 года составляла 1267 человек.
| год     | 2009 | 2014 | 2015 | 2020 | 2021 | 2023 |
| ------- | ---- | ---- | ---- | ---- | ---- | ---- |
| человек | 1300 | 1380 | 1359 | 1254 | 1261 | 1267 |